# ウォルター・ランツ
ウォルター・ベンジャミン・ランツ（英語: Walter Benjamin Lantz, 1899年4月27日 - 1994年3月22日）は、アメリカの漫画家、アニメーター、映画プロデューサー、映画監督、俳優であり、ウッディー・ウッドペッカーの原作者として有名である。
彼が創設したウォルター・ランツ・プロダクションズ（Walter Lantz Productions）は1928年から1972年まで存在したアニメーション制作会社で、ユニバーサルにアニメーション作品を提供していた。現在この会社は新設のユニバーサル・アニメーション・スタジオの子会社として、過去のキャラクターや作品の著作権を保存するために名前のみで存在している。
このスタジオは元の名をユニバーサル・スタジオ・カートゥーンスといい、アニメーション作品を外部の会社に委託する社の方針にうんざりしたカール・レムリが立ち上げたものだった。レムリの自動車の運転手でブレイ・プロダクションズでアニメーションの経験を積んできたランツは、会社の経営を任されるようになる。
1935年に、スタジオはユニバーサルから分離してウォルター・ランツ・プロダクションズとして独立した。1939年に、ランツは作品の著作権を手に入れた。ランツは1947年までと1951年から1972年までユニバーサルに、1948年から1950年までユナイテッド・アーティスツにアニメーション作品を提供した。
ウォルター・ランツ・プロダクションズで成功した作品には、ランツが原作のウッディー・ウッドペッカー、アンディ・パンダ、チリー・ウィリーのほかに、オズワルド・ザ・ラッキー・ラビット、音楽を主体にしたスウィング・シンフォニーやスウィング・ミュージックがある。

## 生涯

### ユニバーサルに入社するまで
ランツはカリトリ出身のイタリア系移民の子としてニューヨーク州ニューロシェルに生まれた。ジョー・アダムソンの著書The Walter Lantz Storyによれば、Lantzという姓は、両親が移民してきた際に入国審査官に英語風の姓として与えられたものだという。ランツは常に絵画に興味を持ち、12歳で通信の絵画学校を修了している。また、ウィンザー・マッケイの恐竜ガーティを見て影響を受けた。
自動車業界で働いていたとき、客であるフレッド・カフカがガレージの掲示板に書かれている彼の絵を気に入り、アート・スチューデンツ・リーグ・オブ・ニューヨークの学費を支援してくれた。また、カフカはランツがウィリアム・ランドルフ・ハーストが経営するニューヨーク・アメリカンで印刷業務に従事することを助けた。ランツは昼間は新聞社で働き、夜間は絵画学校に通った。
ランツは16歳になると、グレゴリー・ラ・カヴァの元でアニメーション担当として働くようになった。その後、ブレイ・プロダクションズでJerry On The Jobシリーズに携わった。1925年にはDinky Doodleシリーズ（シンデレラ、赤ずきんなどの昔話を含む）の監督、作画、声優となり、ハル・ローチやマック・セネットらの実写映画との競争を試みていたブレイ・プロダクションズのプロデューサーに就任したが、すぐにバーノン・ストールズに取って代わった。ブレイ・プロダクションズは1927年に広告映画制作会社になり、ランツは友人ロバート・G.ヴィニョーラとの議論の結果、ハリウッドへ移ることにした。ハリウッドでランツはピント・コルヴィッグとともに自らのアニメーションスタジオを立ち上げようとしたが、受け入れられそうになかった。ランツはフランク・キャプラやマック・セネットの元で働いたり、カール・レムリの車の運転手として働いたりもした。

### ユニバーサル・カートゥーン・スタジオ時代

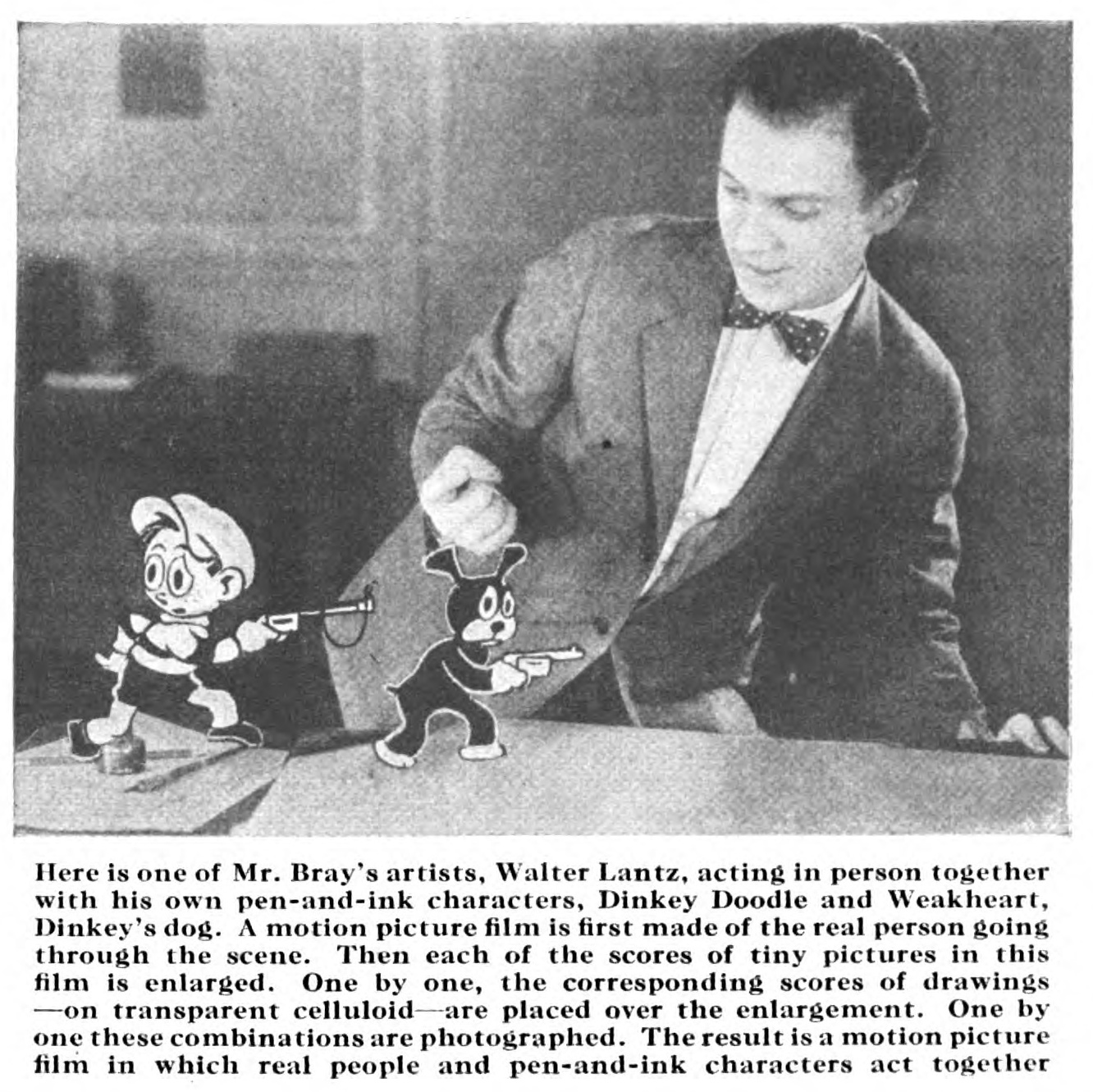
アメリカン・マガジン誌1月号（1925年）に掲載されたランツ

1929年初めに、ユニバーサルはウォルト・ディズニー原作のオズワルド・ザ・ラッキー・ラビットのカートゥーンをチャールズ・ミンツやジョージ・ウィンクラーに作らせて配給していた。しかし、低予算で作られたため人気は低かった。そのため、レムリはミンツらを解雇し、新たなカートゥーン・スタジオの社長を探し始めた。ランツは賭けポーカーで社長の座およびキャラクターの所有権を得た。
ランツはトム・パーマー(アニメーター）やバート・フィスケ（ウィンクラー・スタジオ出身の音楽家）らを最初のスタッフとして雇った。なかでもアニメーターのビル・ノーランは重要で、会社の成長を助けた。ノーランはパノラマ背景の発明や、新しく合理化されたフィリックス・ザ・キャットを制作し、アメリカのアニメーションの基礎となった「Rubber hose animation」（腕、場合によっては脚を単純で流れるような曲線かつ関節がないように描くスタイル）を手がけたことで知られている。後に雇ったスタッフとしてはピント・コルヴィッグやフレッド・アヴェリーがいる。
1929年9月1日、ランツたちの最初の作品である「Race Riot」が公開された。初期のランツのカートゥーンはディズニーやウィンクラー・スタジオの特徴を受け継いだ筋やストーリを基礎に制作する方法がとられた。オズワルドのカートゥーンをミュージカルに変換することは別の問題だったが、1930年中頃にランツとそのスタッフは目標に達した。残念ながら、その過程でオズワルトの人格は一貫性を失った。彼は特定のギャグに適合させるために徹底的に変化した。スタジオの音楽監督もデビッド・ブロークマンからポール・ホワイトマンオーケストラのメンバーのジェームス・ディートリッヒに交代した。ディートリッヒの加入により、1920年代のジャズ時代のサウンドがスタジオの作品の典型的な要素となった。なおディートリッヒは1937年までパラマウントの音楽監督でもあった。また、ランツとノーランはこのころ「Fanny the Mule」という13のカートゥーン作品に取りかかっていたが、結局公開されることはなかった。
1931年、ランツは経済的困難に直面し、人員削減、カートゥーンの上映時間の削減、一握りの初期のディズニーのオズワルドの音声を画像に重ねるといったことを強いられた。このほかの解決策は「Pooch the Pup」という犬を主人公にした新しいシリーズを制作することで注意を引いてもらうことだった。よってランツとノーランはスタジオの制作班を2つに分けることにした。ランツがPooch the Pupを、ノーランがオズワルドを制作した。どちらのシリーズも世界恐慌の苦境に言及していた。Pooch the Pupは人気のある作品にはならず1933年に終了した。1935年にはノーランがスタジオを去った。これによりランツはスタジオの単独経営者となった。またCartune Classicsというカラーのカートゥーンシリーズの制作が開始された。
なお、ランツは新作のオズワルド作品と並行して、ディズニー時代のオズワルド作品（Trolley Troubles、 Great Guns!、The Ocean Hopなど）を再公開していた。

### ウォルター・ランツ・プロダクションズ

#### オズワルド時代の終焉、新たなキャラクター探し

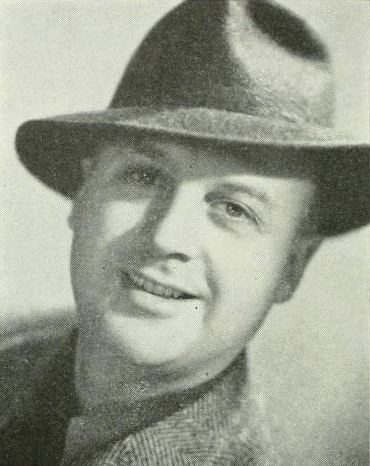
1939年のランツ

ユニバーサルのレムリ一族による家族経営は経済的困難のため1936年終わりを迎えた。そしてジョン・チーバー・カウディンが新社長に就任した。経営者の変化を機に、ランツはユニバーサルから独立して自身のカートゥーン・スタジオを設立する許可を得る機会を得た。ユニバーサルはこれに同意し、1935年11月16日、ウォルター・ランツ・プロダクションズが誕生した。
この頃、オズワルドの人気は大いに低下しており、ランツはこれに変わる新しいキャラクターを探し始めた。ランツとそのスタッフが考案した「Meany, Miny, and Moe」（3匹のチンパンジー）、「Baby-Face Mouse」、「Snuffy Skunk」、「Doxie」（ダックスフント）、「Jock and Jill」（ワーナー・ブラザースのボスコに似た猿）は成功を収められなかったが、アンディ・パンダの最初の作品Life Begins for Andy Pandaは成功し、1938年の作品が最後の出演となったオズワルドの代わりとなった。この頃から、ランツは全ての作品をカラーで制作するようになった。この頃以降の作曲家としては、ジェームス・ディートリッヒ、ナット・シルクレット（ビクター・レコードのプロデューサー）、ハーマン＝アイシング出身のフランク・マーサル、ダレル・カーカーがいる。ダレル・カーカーのアレンジは独特のスイングの趣で注目された。
1940年、スタジオは大きな問題を抱えていた。ユニバーサルは再び深刻な経営難に陥り、破産の可能性すらあった。そのため、ユニバーサルは毎週ウォルター・ランツ・プロダクションズに支払っていた前払い金をカットすると決定した。これにより、ランツは代替の資金源を奪い合い、少しの間スタジオを閉鎖しなければならなくなった。ランツはキャラクターたち（オズワルドを含む）の権利を得ることができた。アンディ・パンダのCrazy Houseはランツにとってユニバーサルから完全に独立した状態で作られた初めてのカートゥーンだった。ランツはこの作品を経営陣へ最後のアピールとして提示し、最終的には満足のいく合意に到達することができた。1940年秋、スタジオは業務を再開した。

#### ウッディー・ウッドペッカーの誕生

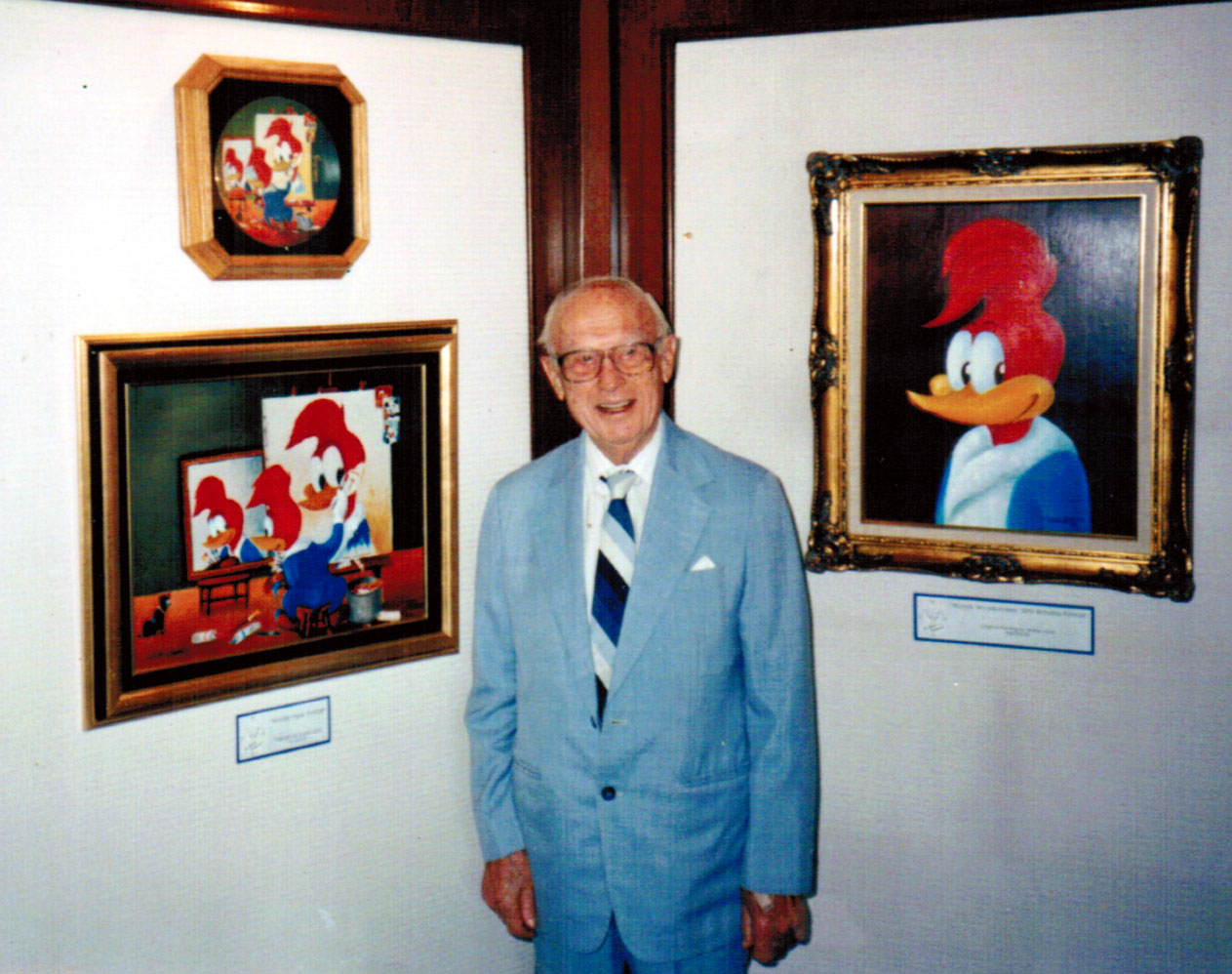
ウッディー・ウッドペッカーとともに写る1990年のランツ。

1940年、ランツは女優グレース・スタッフォードと再婚した（最初の妻はドリス・ホリスターで、子供もいた）。同年、ウッディー・ウッドペッカーがアンディ・パンダの作品Knock Knockに初登場した。ランツ自身が語ったところによると、彼は新婚旅行中にアイデアを思いついたという。彼と妻はキツツキが絶え間なく宿の屋根をつついているのが聞こえた。グレースはこの鳥をカートゥーンキャラクターとして使うことを提案したという。少し懐疑的ではあるが、彼女のアドバイスにより、初期のダフィー・ダックに似たぶしつけなキツツキのキャラクターが作られたという。ウッディーはすぐに人気になり、1941年には自分のシリーズを持つようになった。
ウッディー・ウッドペッカーの声は彼がワーナーとの独占契約を結ぶまではメル・ブランクが演じた。その後はダニー・ウェッブ（2作品のみ）、ケント・ロジャース、彼の第二次世界大戦による徴兵後はベン・ハーダウェイが演じたが、ウッディーの独特な笑い声は1951年までブランクのものが流用され続けた。
この頃人気だったもう一つのシリーズがScrub Me Mama with a Boogie Beat（現在では人種に関するステレオタイプであるという論争がある）、Boogie-Woogie Bugle Boyの成功で始まった「Swing Symphony」という音楽を題材にしたシリーズである。作品には有名なミュージシャンが出演していた。このシリーズはビッグ・バンドの時代が終わりを迎えていた1945年に終了した。
また、この頃はディズニーの白雪姫が成功を収めた時であり、ウォルター・ランツ・プロダクションズもAladdin and His Lamp（アラジンと魔法のランプ）という長編作品を作ろうとしていた。声優はコメディー・デュオアボットとコステロが出演する計画だった。しかし、バッタ君町に行くの失敗後、この作品は制作されることはなかった。数十年後、ランツは長編映画の制作を再び試みたが、実現しなかった。

#### スタジオの一時閉鎖から再開まで
1947年、ランツはユニバーサルの新副社長マティ・フォックスと7年間の契約を再交渉した。しかし、この契約はユニバーサルの所有者の交代によって名称がユニバーサル・インターナショナルに変わり、社規の多くが変わったときに中断した。新たな経営陣はランツのキャラクターたちに使用許可証を得ることと権利を売り払うことを要求した。ランツはこの要求を拒絶し、1947年の終わりユニバーサルとの契約を解除した。その後、1948年と1949年は合わせて12のカートゥーンをユナイテッド・アーティスツに自主的に提供した。
ユナイテッド・アーティスツ時代のカートゥーンはディズニー出身の監督であるディック・ランディーやエド・ラブの影響でアニメーションは滑らかなものとなった。またこの時代を最後に人気が低下していたアンディ・パンダの作品は作られなくなった。
1948年、ランツはメル・ブランクのウッディー・ウッドペッカーの笑い声を使った、「The Woody Woodpecker Song」が発表され、アカデミー賞にノミネートされ人気を博した。ブランクはランツに50万ドルの支払を要求し、さらにランツが許可なく自分の笑い声を映画の一部に使用していると主張した。裁判の結果、ブランクは自身の声や貢献を著作権で保護することに失敗したとして、ランツの勝訴となった。ランツは勝訴したが、彼はブランクが訴訟を提起したとき裁判所外で和解金を支払うことになった。
ユナイテッド・アーティスツとの契約の元で、ランツはカートゥーンの制作費を支払うために興行収入のいくらかを受け取るということにしていた。残念ながら、ユナイテッド・アーティスツは興行収入の内のわずかな部分のみランツのものに帰すると考えていた。その理由はユナイテッド・アーティスツがその当時、1920年頃の業界での地位を再構築するよう試みに苦労していたからであった。その結果、ランツは25万ドルを越える借金をバンク・オブ・アメリカから借りていた（なお、ランツはIrving Trust（投資銀行）を1942年に去っていた）。バンク・オブ・アメリカの頭取であるジョー・ローゼンバーグのすすめに従って、ランツは借金が返済できるまでスタジオを閉鎖することに決めた。1948年にスタジオは一時閉鎖した。ランツはユニバーサルの社長のネイト・ブランバーグに自らのスタジオが昔公開した映画の再公開を要請し、認められた。
中断期間中に、ランツはコカ・コーラのcmを制作したり、アメリカでは見つからなかった政府の報奨金や低い人件費に目をつけて、ヨーロッパに行って彼の映画のアニメーションができるスタジオを探したりした。しかし、ヨーロッパ諸国の戦争後の経済状況やハリウッドのそれより強い労働組合が存在したため、ランツは映画をアメリカで作り続けることにした。
また、ランツはブランクの後継となるウッディーの声の出演者を探した。1950年、ランツは匿名のオーディションを行った。ランツの妻であるグレースはこれに申し込んだが、ランツはウッディーが男性のキャラクターであることを理由に申し出を断った。しかしグレースはやる気をなくさず、匿名のオーディションテープを作成しスタジオに提出した。ランツは自分が聞いた声の背後に何があるか分からなかったため、グレースをウッディーの声に採用することにした。グレースは1972年にシリーズが終了するまでウッディーの声を演じたほか、その他のキャラクターの声も担当した。最初、グレースは男性のキャラクターであるウッディーが女性によって演じられていることを知った子供たちが失望することを恐れて、ノンクレジットで出演していた。しかし、彼女はすぐにウッディーの声を演じていることが知られることを楽しみに思うようになり、1958年のMisguided Missileからはクレジット有りで出演した。彼女の声は1940年代の変わった声より可愛く親しみやすいものになり、ランツたちはこの声に合わせるようにウッディーの人間性を再構築していった。

#### スタジオの再開からテレビの時代へ
1950年、ランツはスタジオの営業を再開させた。最初の成果は、ジョージ・パル（ランツの友人でもあった）制作の月世界征服（1950年6月27日公開（アメリカ））にウッディーをわずかに登場させることであった。ランツは翌年に7つのカートゥーンを公開することを再交渉し、全ての公開映画はウッディー・ウッドペッカー作品であると規定された。ランツとスタッフたちはすぐに新たな作品の制作に取りかかった。最初の2作品（Puny Express、 Sleep Happy）はベン・ハーダウェイやヘック・アレンがユナイテッド・アーティスト時代にストーリーを作っていたものだった。1951年、それは公開され、観衆の人気を博した。その人気ぶりはユニバーサルが6作品を翌年に制作することをスタジオに求めるほどだった。全体的に、1951年はスタジオの新しい時代の始まりだった。しかし、ランツは作品を安く・速く作ろうとしたため、贅沢で芸術的な背景が使われることはもはや無かったし、デザインも1940年代の作品と区別されるものであった。
1950年中期に、映画界は資金に苦しむようになり、カートゥーンにわずかなお金しかかけなくなった。1956年の短編映画業界には、7人のアニメーションプロデューサーがいたが、1950年代末には3人になっていた。ランツとユニバーサルは、上昇している新しい作品を制作することにかかる費用を助成する唯一の方法は、自分の作品をテレビで放送することであることを知っていた。ユニバーサルの短編映画部のノーマン・グラックは、レオ・バーネット・エージェンシーに昔のランツの作品をテレビで流してもらうことにした。バーネットはケロッグのシリアルの口座を扱っており、ランツはすぐにケロッグ社の人々と会って契約に署名した。テレビによって強制されることで劇場のカートゥーンは絶滅するだろうと考えたので、ランツは最初は乗り気ではなかったが、中間地点でのみで働くことを渋々認めた。
The Woody Woodpecker ShowはABCで1957年10月3日に始まり、1998年12月まで続いた。番組は週一回、木曜日の午後に放送され、30分間であった（このためミッキーマウス・クラブは30分縮小した）。ランツは既存のカートゥーンを新たな実写映像と統合させ、ランツと視聴者両方が満足するような更新された見た目となった。ここでは、実写映像としてA Moment with Walter Lantzが制作され、脚本家がどのようにストーリーを思いつくか、どのようにアニメーションは作られるかをランツ自身が出演して説明した。実写部分はディズニーショーで似たような実写映像を制作したジャック・ハンナが担当した。

#### スタジオの終焉

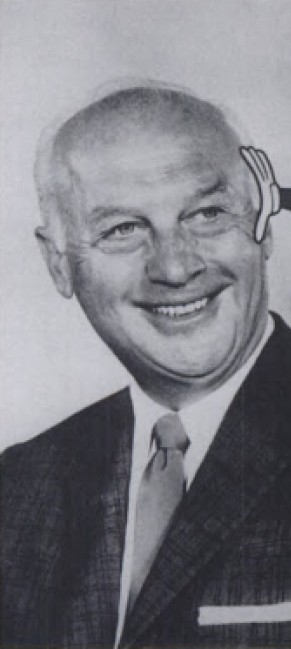
1970年代のランツ

ランツは1960年代にはベトナム戦争の従軍兵士を励ましたり療養している兵士を訪問したりした。
1969年までに、他のスタジオはアニメーションの制作をやめ、残っているものはウォルター・ランツ・プロダクションズとデパティエ＝フレレング・エンタープライズ（ユナイテッド・アーティスツにカートゥーンを提供。ピンク・パンサーが著名）のみであった。
1967年から1972年まで、ユニバーサルはランツのカートゥーンをパッケージで映画館に販売し、映画館は特に順序もなくそれを公演した。1972年、ランツは自身のスタジオを閉鎖することにした。インフレーションが彼の利益を圧迫し、カートゥーンを制作することが経済的に不可能になったからだと彼は説明している。ユニバーサルはその後も昔のカートゥーンを公開し続けた。 Bye Bye Blackboardというウッディーの作品が、スタジオの最後の作品となった。最後の年となった1972年にはチリー・ウィリー（1作品）、ベアリー・ファミリー（4作品）、ウッディー・ウッドペッカー（8作品）の13作品が公開された。自身の作品が利益を示すのに10年かかると知ったランツはスタジオの閉鎖を決定し、発表時にスタッフと別れの昼食会を開いたという。

### 晩年

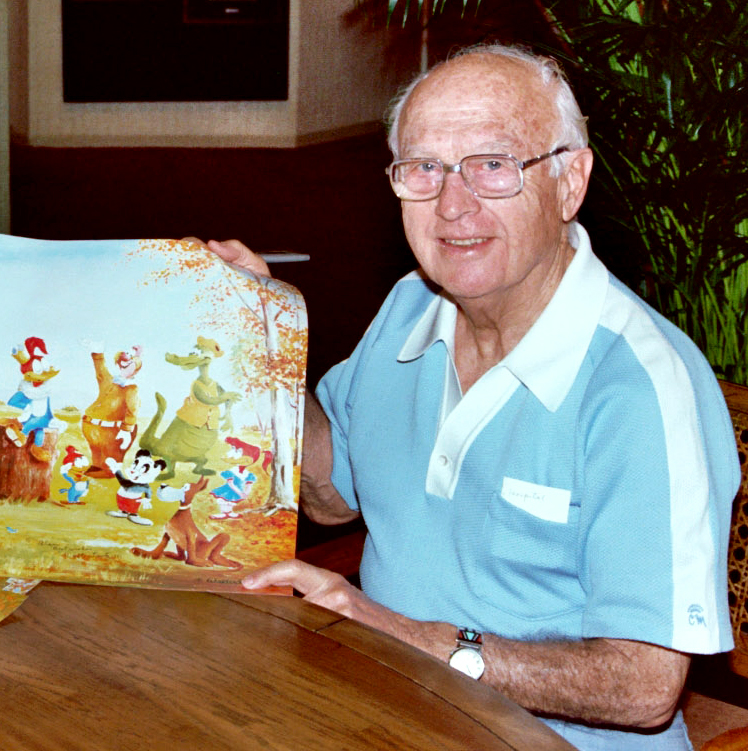
ホノルルの画材店にて、1983年

ランツは引退し、メディアにライセンスを提供することで自身の財産の管理を続けた。絵描きの仕事は続け、ウッディーの絵を売ったりもした。その上、地元のリトルリーグやその他の若者のグループで働くこともあった。1981年にはランツはスミソニアン協会の国立アメリカ歴史博物館に17点の遺物を寄贈した。その中にはウッディー・ウッドペッカーの木のモデルが含まれていた。ランツとその妻は、病院その他の機関に行き、ランツがウッディーの絵を描き、グレースがその声を披露することもあった。
1984年に、ランツは全ての財産をミュージック・コーポレーション・オブ・アメリカに売ったが、死去するまでユニバーサルが自分のキャラクターをどのように扱うか（グッズ発売、テレビ、ビデオ、テーマパーク、限定版セルなど）を観察していた。
1980年代から1990年代にかけて、ランツは国立学生映画協会の諮問機関で働いていた。
1990年、ウッディー・ウッドペッカーは、ハリウッド・ウォーク・オブ・フェームの星の一つに登録された。1993年ランツはカリフォルニア芸術大学にアニメーターへの賞として1万ドルを寄贈した。1994年3月22日、ランツはカリフォルニア州バーバンクのSt. Joseph Medical Centerで心不全により死去した。享年94。

## 業績
他のアニメーション・スタジオと異なり、ランツのスタジオはアメリカン・アニメーションの黄金時代の全ての期間存在していたわけではなかった。1948年に一時閉鎖を経験し、2年後に再開、最終的に黄金時代が終わった1972年に閉じられた。スタジオの閉鎖後も、ランツのキャラクターはテレビ番組に出演したり、ライセンスされた商品が販売され続けている。
ウォルター・ランツ・プロダクションズはアニメーション制作会社として中程度の評判を維持し続けた。ウォルター・ランツ・プロダクションズはテリートゥーンズやおおよそ同じ程度の芸術性を持ったフェイマス・スタジオより優れているとされたが、ディズニー、ワーナー（ルーニー・テューンズ）、MGM（トムとジェリーなど）、フライシャー・スタジオ、UPAのレベルに到達することはなかった。しかし、スタジオは他社の方針にうんざりしているアーティストを、より楽しめる作業環境であると気づかせ、自社に入社させることに成功した。テックス・アヴェリーはそのようなアーティストの一人だった。
2006年2月、NBCユニバーサルはオズワルドのキャラクターやディズニー時代の作品の著作権をウォルト・ディズニー・カンパニーに売却した。なお、この売却はNBCがNBCサンデーナイトフットボールの放送権を獲得するという契約と合わせて行われた。オズワルドのキャラクターの権利をディズニーに返却することと引き換えに、アル・マイケルズはESPNやABC（2社ともウォルト・ディズニー・カンパニーの系列会社）からの契約上の義務から解放され、番組に解説者として出演出来るようになったのである。
2007年7月、ユニバーサル・ピクチャーズ・ホームエンターテイメントはThe Woody Woodpecker and Friends Classic Cartoon Collectionという3枚のDVDセットを発売した。2008年4月には第2弾が発売された。2009年にもDVDが発売されたが、新収録作品はなかった。このDVDの制作に関わったアニメーション史研究者のジェリー・ベックによれば、新たな商品の発売は保留になっているという。
2008年、クリス・メレダンドリが創設したアニメーションスタジオであるイルミネーション・エンターテインメントはユニバーサルと2010年から毎年1、2本の映画をユニバーサルに提供する契約を結んだ。ランツ時代と同じように、イルミネーション・エンターテインメントが映画を制作し、ユニバーサルが公開、配給するという形態がとられている。

## キャラクター
出典：
| タイトル                           | 映画公開期間        | 作品数 | 備考                                                                     |
| ---------------------------------- | ------------------- | ------ | ------------------------------------------------------------------------ |
| オズワルド・ザ・ラッキー・ラビット | 1929–1938           | 138    | ディズニー原作                                                           |
| Pooch the Pup                      | 1932–1933           | 14     |                                                                          |
| Cartune Classics                   | 1934–1942 1953–1957 | 51     | 多様なキャラクター                                                       |
| Meany, Miny, and Moe               | 1936–1937           | 13     |                                                                          |
| New Universal Cartoon              | 1938                | 16     |                                                                          |
| Baby-Face Mouse                    | 1938–1939           | 9      |                                                                          |
| Nertsery Rhyme                     | 1939                | 2      |                                                                          |
| Lil' Eightball                     | 1939                | 3      |                                                                          |
| アンディ・パンダ                   | 1939-1949           | 26     |                                                                          |
| Peterkin                           | 1939                | 1      | Scrambled Eggsのみに出演                                                 |
| ウッディー・ウッドペッカー         | 1941–1972           | 196    |                                                                          |
| Swing Symphony                     | 1941–1945           | 14     | 音楽をテーマにした作品。ブギウギの音楽家が出演した。                     |
| Homer Pigeon                       | 1942–1956           | 3      |                                                                          |
| Musical Miniatures                 | 1946–1948           | 6      | 音楽をテーマにした作品だが、こちらはクラシックの音楽が基調になっている。 |
| コカ・コーラのコマーシャル         | 1948–1953           | 19     |                                                                          |
| Foolish Fables                     | 1953–1955           | 3      |                                                                          |
| Maw and Paw                        | 1953–1955           | 4      |                                                                          |
| チリー・ウィリー                   | 1953–1972           | 50     |                                                                          |
| Sugarfoot                          | 1954                | 2      |                                                                          |
| テックス・アヴェリー               | 1954-1955           | 4      | チリー・ウィリー2作品、Maggie and Sam2作品                               |
| Maggie and Sam                     | 1955–1957           | 4      |                                                                          |
| Windy & Breezy                     | 1957–1959           | 5      |                                                                          |
| Pepito Chickeeto                   | 1957                | 1      |                                                                          |
| Inspector Willoughby               | 1958–1965           | 12     |                                                                          |
| Hickory, Dickory, and Doc          | 1959–1962           | 9      |                                                                          |
| The Beary Family                   | 1962–1972           | 28     |                                                                          |

## 賞
- 1959年、ロサンゼルス市議会はランツにアメリカで最も優れたアニメーション作家の1人であるという栄誉を授けた。
- 1973年、アニー賞を受賞。
- 1979年、アカデミー名誉賞を受賞[13]。理由は、「ユニークなアニメーション映画を通して世界のあらゆる部分に喜びと笑いをもたらした」から[13]。なお、アニメーターとしての受賞は彼が2番目であった（最初の受賞者はウォルト・ディズニー）。その後、チャック・ジョーンズも受賞している。
- 1986年、ランツ自身がハリウッド・ウォーク・オブ・フェームの星の一つに登録された（なお上記の通りウッディーも4年後に登録された）[14][15]。